# Пуцичі
Пуцичі (хорв. Pucići) — населений пункт у Хорватії, в Істрійській жупанії у складі громади Жминь.

## Населення
Населення за даними перепису 2011 року становило 31 осіб.
Динаміка чисельності населення поселення:

## Клімат
Середня річна температура становить 12,01 °C, середня максимальна – 26,36 °C, а середня мінімальна – -2,78 °C. Середня річна кількість опадів – 1038 мм.
| Клімат поселення                              | Клімат поселення | Клімат поселення | Клімат поселення | Клімат поселення | Клімат поселення | Клімат поселення | Клімат поселення | Клімат поселення | Клімат поселення | Клімат поселення | Клімат поселення | Клімат поселення | Клімат поселення |
| Показник                                      | Січ.             | Лют.             | Бер.             | Квіт.            | Трав.            | Черв.            | Лип.             | Серп.            | Вер.             | Жовт.            | Лист.            | Груд.            |                  |
| Середній максимум, °C                         | 9,28             | 9,99             | 12,55            | 16,66            | 21,46            | 25,76            | 26,36            | 25,71            | 20,73            | 16,18            | 11,21            | 8,51             |                  |
| Середня температура, °C                       | 3,26             | 3,95             | 6,52             | 10,63            | 15,42            | 19,72            | 22,32            | 21,68            | 16,71            | 12,14            | 7,20             | 4,50             |                  |
| Середній мінімум, °C                          | −2,78            | −2,08            | 0,49             | 4,61             | 9,40             | 13,70            | 18,31            | 17,66            | 12,70            | 8,14             | 3,17             | 0,46             |                  |
| Норма опадів, мм                              | 77               | 64               | 76               | 85               | 74               | 86               | 63               | 88               | 91               | 113              | 125              | 96               |                  |
| Середньомісячна швидкість вітру, м/с          | 2.32             | 2.58             | 2.73             | 2.70             | 2.41             | 2.31             | 2.25             | 2.22             | 2.28             | 2.47             | 2.59             | 2.52             |                  |
| Середньомісячна сонячна радіація, кДж/м²·день | 4541             | 7458             | 10715            | 15095            | 19293            | 20985            | 21831            | 18898            | 14124            | 9120             | 4960             | 3880             |                  |
| --------------------------------------------- | ---------------- | ---------------- | ---------------- | ---------------- | ---------------- | ---------------- | ---------------- | ---------------- | ---------------- | ---------------- | ---------------- | ---------------- | ---------------- |
| Джерело:                                      |                  |                  |                  |                  |                  |                  |                  |                  |                  |                  |                  |                  |                  |